# Lapidaria
Lapidaria là chi thực vật có hoa trong họ Aizoaceae.